# جایی برای پیرمردها نیست
جایی برای پیرمردها نیست (به انگلیسی: No Country for Old Men) رمانی از نویسندهٔ آمریکایی کورمک مک‌کارتی در سال ۲۰۰۵ است که در ابتدا این داستان را به شکل فیلمنامه نوشته بود. عنوان کتاب برگرفته از سطر اول شعر «سفر به بیزانس» اثر ویلیام باتلر ییتس است. فیلم جایی برای پیرمردها نیست بر پایه این رمان ساخته شده‌است.